# 米德兰 (加利福尼亚州)
米德兰(英語：Midland, California)是美国加利福尼亚州东南部的一座鬼镇，位于布莱斯以北22英里(大约35.4公里)处，并且毗邻小玛利亚山。1925年至1966年，米德兰是一家美国石膏公司的驻地，该公司在米德兰的主要工作是开采石膏，在鼎盛时期，米德兰大约有1000多名居民。
在当时，许多好莱坞电影的冬季雪景都取材于米德兰。后来，由于米德兰剩余的石膏储量越来越少，公司在米德兰的开采活动也相应减少。1966年，公司中止了在米德兰的一切开采活动并决定撤离米德兰。公司撤离后，米德兰的大部分建筑被拆毁，只有少部分留了下来。米德兰也成为了一座鬼镇。